# والیبال در المپیک تابستانی ۲۰۱۲ – مسابقات گزینشی مردان
مسابقات انتخابی برای والیبال در المپیک، بین ۲۹ ژوئیه (۸ مرداد) تا ۱۲ اوت ۲۰۱۲ (۲۲ مرداد ۱۳۹۱) در لندن، بریتانیا کبیر برگزار شد.

## مسابقات گزینشی

### مردان
| روش انتخاب                    | تاریخ                     | ورزشگاه                          | مجوز | منتخبان                |
| ----------------------------- | ------------------------- | -------------------------------- | ---- | ---------------------- |
| کشور میزبان                   | —                         | —                                | ۱    | بریتانیای کبیر         |
| جام‌جهانی والیبال ۲۰۱۱         | ۲۰ نوامبر – ۴ دسامبر ۲۰۱۱ | ژاپن                             | ۳    | روسیه · لهستان · برزیل |
| مسابقات انتخابی آفریقا        | ۱۷-۲۱ ژانویه ۲۰۱۲         | یواندی, کامرون                   | ۱    | تونس                   |
| گزینشی مردان برای المپیک      | ۷-۱۲ می ۲۰۱۲              | لانگ بیچ، ایالات متحده           | ۱    | ایالات متحده آمریکا    |
| گزینشی مردان-اروپا            | ۸ تا ۱۳ می ۲۰۱۲           | صوفیه، بلغارستان                 | ۱    | ایتالیا                |
| مسابقات انتخابی آمریکای جنوبی | ۱۱ تا ۱۳ می ۲۰۱۲          | آلمرانته براون پارتیدو، آرژانتین | ۱    | آرژانتین               |
| مسابقات انتخابی جهانی ۱       | ۱-۱۰ جون ۲۰۱۲             | توکیو, ژاپن                      | ۱    | صربستان                |
| مسابقات انتخابی آسیا          | ۱-۱۰ جون ۲۰۱۲             | توکیو, ژاپن                      | ۱    | استرالیا               |
| مسابقات انتخابی جهانی ۲       | ۸ تا ۱۰جون ۲۰۱۲           | برلین، آلمان                     | ۱    | بلغارستان              |
| مسابقات انتخابی جهانی ۳       | ۸ تا ۱۰جون ۲۰۱۲           | ورونا، ایتالیا                   | ۱    | آلمان                  |
| مجموع                         | مجموع                     | مجموع                            | ۱۲   |                        |

## مسابقات انتخابی

### مسابقات جام جهانی
| رتبه | تیم                 |
| ---- | ------------------- |
| 1    | روسیه               |
| 2    | لهستان              |
| 3    | برزیل               |
| ۴    | ایتالیا             |
| ۵    | کوبا                |
| ۶    | ایالات متحده آمریکا |
| ۷    | آرژانتین            |
| ۸    | صربستان             |
| ۹    | ایران               |
| ۱۰   | ژاپن                |
| ۱۱   | چین                 |
| ۱۲   | مصر                 |

### آفریقا
- مکان:  کامرون
- تاریخ برگزاری: ۱۰-۲۰ژانویه، ۲۰۱۲
- ورزشگاه:  پالاس دس اسپورت دی واردا، یواندی، کامرون
- تاریخ: ۱۷-۲۱ ژانویه ۲۰۱۲

|      |         |          | مسابقات | مسابقات | ست‌ها | ست‌ها | ست‌ها   | امتیازها | امتیازها | امتیازها |
| رتبه | تیم     | امتیازها | برد     | باخت    | برد  | باخت | نسبت   | برد      | باخت     | نسبت     |
| ---- | ------- | -------- | ------- | ------- | ---- | ---- | ------ | -------- | -------- | -------- |
| ۱    | تونس    | ۱۲       | ۴       | ۰       | ۱۲   | ۲    | ۶٫۰۰۰  | ۳۴۱      | ۲۹۷      | ۱٫۱۴۸    |
| ۱    | مصر     | ۹        | ۳       | ۱       | ۱۰   | ۵    | ۲٫۰۰۰  | ۳۶۲      | ۳۶۲      | ۱٫۰۰۰    |
| ۱    | کامرون  | ۶        | ۲       | ۲       | ۹    | ۸    | ۱٫۱۲۵  | ۳۸۱      | ۳۷۱      | ۱٫۰۲۷    |
| ۱    | الجزایر | ۳        | ۱       | ۳       | ۵    | ۹    | ۰٫۵۵۶  | ۳۰۹      | ۳۱۸      | ۰٫۹۷۲    |
| ۱    | غنا     | ۰        | ۰       | ۴       | ۰    | ۱۲   | ۰٫۰۰۰  | ۲۰۰      | ۳۰۰      | ۰٫۶۶۷    |
| ۱    | نیجر    | ۰        | ۰       | ۰       | ۰    | ۰    | بیشینه | ۰        | ۰        | MAX      |

تونس برگزیده شد. 

### اروپا
- مکان:  صوفیه، بلغارستان
- تاریخ برگزاری: ۸-۱۳ می ۲۰۱۲

### آمریکای شمالی
- مکان:  سن خوان، پورتوریکو
- تاریخ برگزاری: ۱۱-۲۰ می، ۲۰۱۲

### آمریکای جنوبی
- مکان: ورزشگاه پولیدرپورتیو المیرانته بروان، آلمیرانته براون پورتیو، آرژانتین
- تاریخ برگزاری: ۱۱-۱۳ می ۲۰۱۲
- تمام زمان بازی‌ها به وقت آرژانتین ۳:۰۰- بوتی‌سی

|      |          |          | مسابقات | مسابقات | ست‌ها | ست‌ها | ست‌ها   | امتیازها | امتیازها | امتیازها |
| رتبه | تیم      | امتیازها | برد     | باخت    | برد  | باخت | نسبت   | برد      | باخت     | نسبت     |
| ---- | -------- | -------- | ------- | ------- | ---- | ---- | ------ | -------- | -------- | -------- |
| ۱    | آرژانتین | ۹        | ۳       | ۰       | ۹    | ۰    | بیشینه | ۲۲۷      | ۱۶۲      | ۱٫۴۰۱    |
| ۲    | ونزوئلا  | ۶        | ۲       | ۱       | ۶    | ۴    | ۱٫۵۰۰  | ۲۳۷      | ۲۱۳      | ۱٫۱۱۳    |
| ۳    | کلمبیا   | ۲        | ۱       | ۲       | ۴    | ۸    | ۰٫۵۰۰  | ۲۳۱      | ۲۷۲      | ۰٫۸۴۹    |
| ۴    | شیلی     | ۱        | ۰       | ۳       | ۲    | ۹    | ۰٫۲۲۲  | ۲۰۴      | ۲۵۲      | ۰٫۸۱۰    |

| ۱۸:۱۰ | {{{تیم۱}}}   | در برابر | {{{تیم۲}}} | {{{ورزشگاه}}} |
| ۱۸:۱۰ | گزارش گزارش۲ |          |            | {{{ورزشگاه}}} |

| ۱۸:۱۰ | {{{تیم۱}}}   | در برابر | {{{تیم۲}}} | {{{ورزشگاه}}} |
| ۱۸:۱۰ | گزارش گزارش۲ |          |            | {{{ورزشگاه}}} |

| ۲۱:۱۰ | {{{تیم۱}}}   | در برابر | {{{تیم۲}}} | {{{ورزشگاه}}} |
| ۲۱:۱۰ | گزارش گزارش۲ |          |            | {{{ورزشگاه}}} |

| ۱۸:۱۰ | {{{تیم۱}}}   | در برابر | {{{تیم۲}}} | {{{ورزشگاه}}} |
| ۱۸:۱۰ | گزارش گزارش۲ |          |            | {{{ورزشگاه}}} |

| ۱۲ می ۲۱:۴۰ | {{{تیم۱}}}   | در برابر | {{{تیم۲}}} | {{{ورزشگاه}}} |
| ۱۲ می ۲۱:۴۰ | گزارش گزارش۲ |          |            | {{{ورزشگاه}}} |

| ۱۳ می ۱۸:۰۰ | {{{تیم۱}}}   | در برابر | {{{تیم۲}}} | {{{ورزشگاه}}} |
| ۱۳ می ۱۸:۰۰ | گزارش گزارش۲ |          |            | {{{ورزشگاه}}} |

| ۱۳ می ۲۱:۱۰ | {{{تیم۱}}}   | در برابر | {{{تیم۲}}} | {{{ورزشگاه}}} |
| ۱۳ می ۲۱:۱۰ | گزارش گزارش۲ |          |            | {{{ورزشگاه}}} |

## مسابقات گزینشی جهانی
تیم‌های گزینش شده
- میزبان
  -  ژاپن
  -  بلغارستان
  -  آلمان
- گزینش شده از طریق مسابقات قهرمانی والیبال مردان آسیا ۲۰۱۱
  -  ایران
  -  چین
  -  کرهٔ جنوبی
  -  استرالیا
  -  هند
  -  پاکستان
- گزینش شده از طریق رده‌بندی جهانی اف‌ای‌وی‌بی تا تاریخ ۱۵ ژانویه، ۲۰۱۲[۲]
  - ( صربستان)
  - ( بلغارستان)
  - ( فرانسه)
  - ( کوبا)
  - ( پورتوریکو)
  - ( ونزوئلا)
  - ( مصر)

* چهار تیم برتر مسابقات قهرمانی والیبال مردان آسیا ۲۰۱۱ در مسابقات اول در ژاپن حضور  داشتند. 

### مسابقات اول
- مکان:  توکیو, ژاپن
- تاریخ برگزاری: ۲-۱۰ ژوئن، ۲۰۱۲ (۱۳ تا ۲۱ خرداد ۱۳۹۱)

* مسابقات گزینشی آسیا به مسابقات گزینشی جهانی ۱ ترکیب شده و تیم برتر به همراه برترین تیم آسیایی برای مسابقات المپیک تابستانی برگزیده خواهد شد. در صورت قهرمانی تیم آسیایی دومین تیم آسیایی نیز به المپیک راه خواهد یافت. 
- تمام زمان‌های به وقت محلی ژاپن است(+۹ گرینویچ)

|      |           |          | مسابقات | مسابقات | ست‌ها | ست‌ها | ست‌ها   | امتیازها | امتیازها | امتیازها |
| رتبه | تیم       | امتیازها | برد     | باخت    | برد  | باخت | نسبت   | برد      | باخت     | نسبت     |
| ---- | --------- | -------- | ------- | ------- | ---- | ---- | ------ | -------- | -------- | -------- |
| ۱    | صربستان   | ۲۱       | ۷       | ۰       | ۲۱   | ۱    | ۲۱٫۰۰۰ | ۵۵۲      | ۴۲۶      | ۱٫۲۹۶    |
| ۲    | استرالیا  | ۱۵       | ۵       | ۲       | ۱۵   | ۸    | ۱٫۸۷۵  | ۵۲۷      | ۴۷۰      | ۱٫۱۲۱    |
| ۳    | ایران     | ۱۴       | ۵       | ۲       | ۱۶   | ۹    | ۱٫۷۷۸  | ۶۱۲      | ۵۴۷      | ۱٫۱۱۹    |
| ۴    | ژاپن      | ۱۱       | ۴       | ۳       | ۱۳   | ۱۲   | ۱٫۰۸۳  | ۵۷۹      | ۵۶۷      | ۱٫۰۲۱    |
| ۵    | چین       | ۱۱       | ۳       | ۴       | ۱۳   | ۱۴   | ۰٫۹۲۹  | ۵۷۵      | ۵۹۹      | ۰٫۹۶۰    |
| ۶    | کرهٔ جنوبی | ۸        | ۳       | ۴       | ۱۳   | ۱۶   | ۰٫۸۱۳  | ۵۹۳      | ۶۳۵      | ۰٫۹۳۴    |
| ۷    | ونزوئلا   | ۳        | ۱       | ۶       | ۴    | ۱۸   | ۰٫۲۲۲  | ۴۵۳      | ۵۴۲      | ۰٫۸۳۶    |
| ۸    | پورتوریکو | ۱        | ۰       | ۷       | ۴    | ۲۱   | ۰٫۱۹۰  | ۴۸۹      | ۵۹۴      | ۰٫۸۲۳    |

#### دور نخست

##### روز نخست
| ۱ ژوئن ۱۱:۰۰ | {{{تیم۱}}}    | در برابر | {{{تیم۲}}} | {{{ورزشگاه}}} |
| ۱ ژوئن ۱۱:۰۰ | گزارش۲ گزارش۱ |          |            | {{{ورزشگاه}}} |

| ۱ ژوئن ۱۳:۰۰ | {{{تیم۱}}}    | در برابر | {{{تیم۲}}} | {{{ورزشگاه}}} |
| ۱ ژوئن ۱۳:۰۰ | گزارش۲ گزارش۱ |          |            | {{{ورزشگاه}}} |

| ۱ ژوئن ۱۶:۰۰ | {{{تیم۱}}}    | در برابر | {{{تیم۲}}} | {{{ورزشگاه}}} |
| ۱ ژوئن ۱۶:۰۰ | گزارش۲ گزارش۱ |          |            | {{{ورزشگاه}}} |

| ۱ ژوئن ۱۹:۰۰ | {{{تیم۱}}}    | در برابر | {{{تیم۲}}} | {{{ورزشگاه}}} |
| ۱ ژوئن ۱۹:۰۰ | گزارش۲ گزارش۱ |          |            | {{{ورزشگاه}}} |

##### روز دوم
| ۲ ژوئن ۱۱:۰۰ | {{{تیم۱}}}    | در برابر | {{{تیم۲}}} | {{{ورزشگاه}}} |
| ۲ ژوئن ۱۱:۰۰ | گزارش۲ گزارش۱ |          |            | {{{ورزشگاه}}} |

| ۲ ژوئن ۱۳:۳۰ | {{{تیم۱}}}    | در برابر | {{{تیم۲}}} | {{{ورزشگاه}}} |
| ۲ ژوئن ۱۳:۳۰ | گزارش۲ گزارش۱ |          |            | {{{ورزشگاه}}} |

| ۲ ژوئن ۱۶:۰۰ | {{{تیم۱}}}    | در برابر | {{{تیم۲}}} | {{{ورزشگاه}}} |
| ۲ ژوئن ۱۶:۰۰ | گزارش۲ گزارش۱ |          |            | {{{ورزشگاه}}} |

| ۲ ژوئن ۱۹:۱۰ | {{{تیم۱}}}    | در برابر | {{{تیم۲}}} | {{{ورزشگاه}}} |
| ۲ ژوئن ۱۹:۱۰ | گزارش۲ گزارش۱ |          |            | {{{ورزشگاه}}} |

#### دور دوم

##### روز سوم
| ۵ ژوئن ۱۱:۰۰ | {{{تیم۱}}}    | در برابر | {{{تیم۲}}} | {{{ورزشگاه}}} |
| ۵ ژوئن ۱۱:۰۰ | گزارش۲ گزارش۱ |          |            | {{{ورزشگاه}}} |

| ۵ ژوئن ۱۳:۳۰ | {{{تیم۱}}}    | در برابر | {{{تیم۲}}} | {{{ورزشگاه}}} |
| ۵ ژوئن ۱۳:۳۰ | گزارش۲ گزارش۱ |          |            | {{{ورزشگاه}}} |

| ۵ ژوئن ۱۶:۰۰ | {{{تیم۱}}}    | در برابر | {{{تیم۲}}} | {{{ورزشگاه}}} |
| ۵ ژوئن ۱۶:۰۰ | گزارش۲ گزارش۱ |          |            | {{{ورزشگاه}}} |

| ۵ ژوئن ۱۹:۰۵ | {{{تیم۱}}}    | در برابر | {{{تیم۲}}} | {{{ورزشگاه}}} |
| ۵ ژوئن ۱۹:۰۵ | گزارش۲ گزارش۱ |          |            | {{{ورزشگاه}}} |

##### روز چهارم
| ۶ ژوئن ۱۱:۰۰ | {{{تیم۱}}}    | در برابر | {{{تیم۲}}} | {{{ورزشگاه}}} |
| ۶ ژوئن ۱۱:۰۰ | گزارش۲ گزارش۱ |          |            | {{{ورزشگاه}}} |

| ۶ ژوئن ۱۳:۳۰ | {{{تیم۱}}}    | در برابر | {{{تیم۲}}} | {{{ورزشگاه}}} |
| ۶ ژوئن ۱۳:۳۰ | گزارش۲ گزارش۱ |          |            | {{{ورزشگاه}}} |

| ۶ ژوئن ۱۶:۰۰ | {{{تیم۱}}}    | در برابر | {{{تیم۲}}} | {{{ورزشگاه}}} |
| ۶ ژوئن ۱۶:۰۰ | گزارش۲ گزارش۱ |          |            | {{{ورزشگاه}}} |

| ۶ ژوئن ۱۹:۰۵ | {{{تیم۱}}}    | در برابر | {{{تیم۲}}} | {{{ورزشگاه}}} |
| ۶ ژوئن ۱۹:۰۵ | گزارش۲ گزارش۱ |          |            | {{{ورزشگاه}}} |

##### روز پنجم
| ۷ ژوئن ۱۱:۰۰ | {{{تیم۱}}}    | در برابر | {{{تیم۲}}} | {{{ورزشگاه}}} |
| ۷ ژوئن ۱۱:۰۰ | گزارش۲ گزارش۱ |          |            | {{{ورزشگاه}}} |

| ۷ ژوئن ۱۳:۳۰ | {{{تیم۱}}}    | در برابر | {{{تیم۲}}} | {{{ورزشگاه}}} |
| ۷ ژوئن ۱۳:۳۰ | گزارش۲ گزارش۱ |          |            | {{{ورزشگاه}}} |

| ۷ ژوئن ۱۶:۰۰ | {{{تیم۱}}}    | در برابر | {{{تیم۲}}} | {{{ورزشگاه}}} |
| ۷ ژوئن ۱۶:۰۰ | گزارش۲ گزارش۱ |          |            | {{{ورزشگاه}}} |

| ۷ ژوئن ۱۹:۰۵ | {{{تیم۱}}}    | در برابر | {{{تیم۲}}} | {{{ورزشگاه}}} |
| ۷ ژوئن ۱۹:۰۵ | گزارش۲ گزارش۱ |          |            | {{{ورزشگاه}}} |

#### دور نهایی

##### روز ششم
| ۹ ژوئن ۱۱:۰۰ | {{{تیم۱}}}    | در برابر | {{{تیم۲}}} | {{{ورزشگاه}}} |
| ۹ ژوئن ۱۱:۰۰ | گزارش۱ گزارش۲ |          |            | {{{ورزشگاه}}} |

| ۹ ژوئن ۱۳:۳۰ | {{{تیم۱}}}    | در برابر | {{{تیم۲}}} | {{{ورزشگاه}}} |
| ۹ ژوئن ۱۳:۳۰ | گزارش۱ گزارش۲ |          |            | {{{ورزشگاه}}} |

| ۹ ژوئن ۱۶:۰۰ | {{{تیم۱}}}    | در برابر | {{{تیم۲}}} | {{{ورزشگاه}}} |
| ۹ ژوئن ۱۶:۰۰ | گزارش۱ گزارش۲ |          |            | {{{ورزشگاه}}} |

| ۹ ژوئن ۱۹:۰۵ | {{{تیم۱}}}    | در برابر | {{{تیم۲}}} | {{{ورزشگاه}}} |
| ۹ ژوئن ۱۹:۰۵ | گزارش۱ گزارش۲ |          |            | {{{ورزشگاه}}} |

##### روز هفتم
| ۱۰ ژوئن ۱۱:۰۰ | {{{تیم۱}}}    | در برابر | {{{تیم۲}}} | {{{ورزشگاه}}} |
| ۱۰ ژوئن ۱۱:۰۰ | گزارش۱ گزارش۲ |          |            | {{{ورزشگاه}}} |

| ۱۰ ژوئن ۱۳:۳۰ | {{{تیم۱}}}    | در برابر | {{{تیم۲}}} | {{{ورزشگاه}}} |
| ۱۰ ژوئن ۱۳:۳۰ | گزارش۱ گزارش۲ |          |            | {{{ورزشگاه}}} |

| ۱۰ ژوئن ۱۶:۰۰ | {{{تیم۱}}}    | در برابر | {{{تیم۲}}} | {{{ورزشگاه}}} |
| ۱۰ ژوئن ۱۶:۰۰ | گزارش۱ گزارش۲ |          |            | {{{ورزشگاه}}} |

| ۱۰ ژوئن ۱۹:۰۵ | {{{تیم۱}}}    | در برابر | {{{تیم۲}}} | {{{ورزشگاه}}} |
| ۱۰ ژوئن ۱۹:۰۵ | گزارش۱ گزارش۲ |          |            | {{{ورزشگاه}}} |

#### بهترین بازیکنان
- امتیازآورترین:  تاتسویا فوکوزاوا
- بهترین آبشارزن:  کونیهرو شیمیزو
- بهترین مدافع روی تور:  سید محمد موسوی عراقی
- بهترین سرویس‌زن:  ادگار توماس
- بهترین پاس‌دهنده:  سعید معروف
- بهترین دریافت‌کننده:  یئو اوه هیون
- بهترین لیبرو:  فرهاد ظریف

### مسابقات دوم
- مکان:  صوفیه، بلفارستان
- تاریخ برگزاری: ۸-۱۰ ژوئن، ۲۰۱۲

|      |           |          | مسابقات | مسابقات | ست‌ها | ست‌ها | ست‌ها  | امتیازها | امتیازها | امتیازها |
| رتبه | تیم       | امتیازها | برد     | باخت    | برد  | باخت | نسبت  | برد      | باخت     | نسبت     |
| ---- | --------- | -------- | ------- | ------- | ---- | ---- | ----- | -------- | -------- | -------- |
| ۱    | بلغارستان | ۹        | ۳       | ۰       | ۹    | ۲    | ۴٫۵۰۰ | ۲۷۳      | ۲۱۶      | ۱٫۲۶۴    |
| ۲    | فرانسه    | ۶        | ۲       | ۱       | ۷    | ۵    | ۱٫۴۰۰ | ۲۸۴      | ۲۶۳      | ۱٫۰۸۰    |
| ۳    | مصر       | ۳        | ۱       | ۲       | ۵    | ۶    | ۰٫۸۳۳ | ۲۳۰      | ۲۴۷      | ۰٫۹۳۱    |
| ۴    | پاکستان   | ۰        | ۰       | ۳       | ۱    | ۹    | ۰٫۱۱۱ | ۱۸۶      | ۲۴۷      | ۰٫۷۵۳    |

### مسابقات سوم
- مکان:  برلین، آلمان
- تاریخ برگزاری:۸-۱۰ ژوئن، ۲۰۱۲

|      |       |          | مسابقات | مسابقات | ست‌ها | ست‌ها | ست‌ها  | امتیازها | امتیازها | امتیازها |
| رتبه | تیم   | امتیازها | برد     | باخت    | برد  | باخت | نسبت  | برد      | باخت     | نسبت     |
| ---- | ----- | -------- | ------- | ------- | ---- | ---- | ----- | -------- | -------- | -------- |
| ۱    | آلمان | ۸        | ۳       | ۰       | ۹    | ۳    | ۳٫۰۰۰ | ۲۸۱      | ۲۴۷      | ۱٫۱۳۸    |
| ۲    | کوبا  | ۷        | ۲       | ۱       | ۸    | ۴    | ۲٫۰۰۰ | ۲۸۳      | ۲۵۸      | ۱٫۰۹۷    |
| ۳    | چک    | ۳        | ۱       | ۲       | ۵    | ۶    | ۰٫۸۳۳ | ۲۶۲      | ۲۵۵      | ۱٫۰۲۷    |
| ۴    | هند   | ۰        | ۰       | ۳       | ۰    | ۹    | ۰٫۰۰۰ | ۱۵۹      | ۲۲۵      | ۰٫۷۰۷    |

## پیوند
- فرایند گزینش